# Carl Kaye
Carl Kaye (* Februar 1953 in Wien) ist ein österreichischer Musiker, der vor allem als Pedal-Steel-Gitarre-Spieler bekannt wurde.

## Leben
Carl Kaye wurde 1953 in Wien geboren und hat seit seinem fünften Lebensjahr bei diversen Privatlehrern ein breites Spektrum an Musikinstrumenten gelernt. 1975 erhielt er seine erste Pedal Steel Guitar (eine Shobud Pro-1 Singleneck) und erklärte die Steelguitar zu seinem Lieblingsinstrument.
In den folgenden Jahren gründete er die Bands Country Casanovas (1976), Western Union Band (1980) und Route Sixty-Six (1982).
Ab 1981 begann er mit seiner Pedalsteel als Studiomusiker (Heli Deinboek, Duo Mess, Ostbahnkurti & Chefpartie, STS, Roland Neuwirth, Horst Chmela, Hans Theesink, Sigi Maron, Wolfgang Ambros, Andy Lee Lang uvm.)  und auch als Gastmusiker bei diversen Live-Acts zu arbeiten.
Er spielte mit zahlreichen US-Country Artists in Österreich (Patsy Montana, Rose Maddox, Charlie McCoy, Narvel Felts, Stonewall Jackson, Norma Jean, Herb Remington, Kinky Friedman, George Hamilton IV., Tommy Cash, Jack Greene, David Frizzell, Billie Jo Spears, Gail Davies), aber auch mit österreichischen Acts, wie Kurt Ostbahn („Ostbahn-Kurti“), der ihm den Spitznamen „Commander“ verpasste, Meena Cryle, oder Andy Lee Lang.
Carl Kaye ist einer der wenigen europäischen Pedalsteelguitar Spieler, die in Mel Bays „Anthology of Pedal Steel Guitar“ aufgenommen wurden.

## Diskografie (Auswahl)
- “From Me to You with Love” (LP, 1985)
- “Texas on a Saturday Night” (CD, 1987)
- “Bob Wills Music, Honkytonks, and Texas in my Heart” (CD, 1989)
- “Louisiana Friday Night” (CD, 1995)
- “A Tribute to Bob Wills” (CD, 1999)
- “The Hottest Band in Town” (CD, 1999)
- “Alive and Kickin’” (CD, 2001)
- “Songs That Hank Wrote” (CD, 2005)
- “Songs my Grandpa Used to Play” (CD, 2007)
- “Bootscootin’ with Route Sixty-Six” (CD, 2009)
- “Desperado” (CD, 2011)
- “Dead End Road” (CD, 2014)
- “Swinging Good Times - Live” (CD, 2016)
- “Even the Bad Times Are Good” (CD, 2018)

## Auszeichnungen
- 1996: Country-Musiker des Jahres (A.C.M.F. Award, Österreich)
- 1998: Country-Musiker des Jahres (A.C.M.F. Award, Österreich)
- 2002: Aufnahme in die „Hall of Fame“ (A.C.M.F., Österreich)
- 2002: Country-Musiker des Jahres (A.C.M.F. Award, Österreich)
- 2002: Song des Jahres (A.C.M.F. Award, Österreich)
- 2007: Song des Jahres (A.C.M.F. Award, Österreich)
- 2018: Country-CD des Jahres (A.C.M.F. Award, Österreich)
- 2018: Lifetime Award (A.C.M.F. Award, Österreich)